# О сокращении гимназического образования
Циркуляр «О сокращении гимназического образования», прозванный «циркуляром о кухаркиных детях», — нормативный акт периода контрреформ Александра III, подписанный 18 (30) июня 1887 года российским министром просвещения И. Д. Деляновым.
Циркуляр рекомендовал директорам гимназий и прогимназий при приёме детей в учебные заведения учитывать возможности лиц, на попечении которых эти дети находятся, обеспечивать необходимые условия для такого обучения; таким образом «гимназии и прогимназии освободятся от поступления в них детей кучеров, лакеев, поваров, прачек, мелких лавочников и тому подобных людей, детям коих, за исключением разве одарённых гениальными способностями, вовсе не следует стремиться к среднему и высшему образованию».

## Принятие циркуляра и реакция общества
Циркуляр был составлен по итогам совещания 23 мая 1887 года министров внутренних дел, государственных имуществ, управляющего министерством финансов и обер-прокурора святейшего синода Российской империи и опирался на воззрения императора Александра III и К. П. Победоносцева о необходимости «остудить» российское общество, ограничив передвижение из «неблагородных» слоёв населения в разночинцы и студенты, основную движущую силу революционного подъёма предшествующих лет. Впервые уже в 1884 году министр просвещения Делянов в своём докладе на высочайшее имя предлагал закрыть подготовительные классы, так как именно эта мера позволила бы остановить поступление в гимназии детей неблагородных сословий. В ходе обсуждения вопроса на совещании министров и обер-прокурора Святейшего Синода было предложено законодательное ограничение возможности поступления в гимназии и прогимназии выходцев из сословий ниже купцов 2-й гильдии. Александр III не поддержал прямой запрет ввиду «несвоевременности и неудобства», но высказал, что «полагал бы за лучшее достигнуть цели отвращения наплыва в гимназии и прогимназии детей лиц, не соответствующих по домашней их обстановке среднему образованию, другими какими-либо способами». В результате было принято решение об увеличении платы за обучение в гимназиях до 50 рублей (в 1888 году была повышена до 60 рублей), о ликвидации подготовительных курсов при гимназиях и прогимназиях, о сокращении числа гимназий с преобразованием их части в реальные и промышленные училища, об ограничении приёма в гимназии и прогимназии детей евреев. Отменой подготовительных курсов давалось преимущество детям, имевшим возможность получить хорошее домашнее начальное образование.
В циркуляре не содержалось каких-либо инструкций по отчислению уже учащихся в гимназии представителей низших слоёв общества, однако имеются сообщения, что такие отчисления имели место. Так, К. И. Чуковский в автобиографической повести «Серебряный герб» написал, что из Одесской гимназии он был отчислен на основании этого циркуляра. Циркуляр не являлся законодательным актом и не предназначался для всеобщего опубликования, а был разослан лишь руководителям учебных округов. Но часть попечителей учебных округов, в частности — Одесского, не просто разослали циркуляр директорам гимназий, но и опубликовали его в местных печатных изданиях. Таким образом, не предназначавшийся для огласки циркуляр министерства народного просвещения уже через месяц обсуждало всё российское общество, поднялся шквал критики действий власти. Общественное мнение осуждало не столько министра народного просвещения Делянова, сколько императора Александра III. Даже консерваторы, одобрявшие принятые решения в целом, критиковали Делянова за «неуклюжесть» действий, подставивших правительство в целом под огонь критики. Так князь Мещерский в письме императору подвергал критике не содержание циркуляра, а «бестактность» министра: «Какая нужда была публиковать об этом циркуляре, да еще вставлять туда знаменитые и весьма неполитичные фразы о кухарках и т. д.» По его словам, следовало максимально хранить секретность, и «тогда меры могли бы приниматься, но никто об инструкциях не знал бы, кухарки не были бы оскорблены, газеты не подняли бы против правительства похода и общественное мнение не было бы затронуто в своих демократических инстинктах». Известный славянофил Киреев говорил, что можно было бы «достигнуть желаемого результата без публикации» циркуляра, установив для поступления в гимназии серьезный экзамен по французскому языку, хорошим манерам и прочим направлениям, по его мнению доступным лишь дворянам, а в текущем виде циркуляр «возбуждает в обществе негодование и смех».
Одновременно в проекте, представленном Деляновым на рассмотрение Государственного совета, предлагалось сокращение срока обучения в реальных училищах до 5 лет и лишение права выпускникам на поступлление, в том числе, в высшие технические училища. Многие из членов Государственного совета решительно возражали против предложенных мер, выдвигая в качестве аргумента то, что «удар будет нанесён по высшим классам общества, окажется особо чувствительным для… обедневшего дварянства. У небогатых дворян… будет отнято единственное отвечавшее их средствам реальное образование в силу того, что по окончании реальных училищ они не смогут поступить в высшие технические учебные заведения». Многие дети высших классов окажутся неудачниками, «которые будут лишь увеличивать собой контингент недовольных — самый опасный элемент в государстве». В результате по указу Александра III от 7 марта 1888 года изменения в программе обучения коснулись только промышленных училищ, а программа реальных училищ, несмотря на сокращение на один год, и права выпускников были сохранены в существовавшем виде.

## Последствия для образования в Российской империи
В обзоре влияния циркуляра на состав учащихся в классических гимназиях Кузьминов Д. А. отмечал заметное общее уменьшение числа учеников в классических гимназиях. На падении доли детей из недворянских сословий в классических гимназиях в большей мере сказалось не «очищение» от ранее принятых учеников из низших сословий, а увеличение стоимости оплаты гимназического обучения и закрытие подготовительных классов. При этом, закрытие подготовительных классов стало одновременно и ударом по обучению детей дворян и чиновников, не имевших достаточных средств для организации самостоятельной подготовки. Общее число учащихся в классических гимназиях уменьшилось на 16 % — с 70921 до 59418 человек, вернуться к количеству учащихся в 1886 году удалось только к 1897 году. В своей статье Кузьминов отмечает рост учеников в реальных училищах в период с 1885 по 1894 годы, общее количество учащихся в которых увеличилось на 14,8 %. Одновременно, учебный план реальных училищ по своему формату стал сближаться с учебной программой гимназий. Долгое время выпускники двух типов учебных заведений не были равны в плане доступа к дальнейшему высшему образованию. Выпускники реальных училищ имели право поступления в высшие технические училища, и лишь к началу XX века им была предоставлена возможность к поступлению на физико-математические и медицинские факультеты университетов. Общее число реальных и промышленных училищ с 9 в 1871 году увеличилось до 85 к 1894 году. Выпускники гимназий имели право поступления в университеты без ограничений направления обучения и без вступительных экзаменов. Для выпускников реальных училищ существовал конкурсный отбор. Так, для поступления в московское Высшее техническое училище выпускники-реалисты должны были сдать экзамены по математике и физике в рамках курса гимназии, по черчению и рисованию — в рамках курса реального училища. Все предложения о допуске выпускников реальных училищ к поступлению в университеты были отвергнуты Деляновым и Александром III, посчитавшим, что «это положительно вредно и весьма нежелательно».
По мнению историка Сергея Волкова, в долгосрочном плане циркуляр заявленной цели не достиг: с 1880 до 1898 года доля учащихся «низших» сословий возросла в университетах (с 25 % до 48 %) и мужских гимназиях (с 38 % до 43 %), а в женских составила 48,7 %. Также он отмечает, что, идея прямого запрета доступа в гимназии детям низших сословий была отвергнута непосредственно российским императором Александром III, и, считает что, сам факт желания оградить гимназии от «детей кучеров, лакеев, поваров, прачек, мелких лавочников» совершенно беспрецедентен для тогдашней Европы — в других европейских странах указанные категории населения, по мнению историка, и так не были представлены в престижных средних учебных заведениях в сколь-нибудь заметных количествах. Объяснения Чуковского Волков полагает несостоятельными: Чуковского исключили из гимназии через пять лет после издания циркуляра, хотя логичнее было просто не принять его в гимназию, когда циркуляр был ещё свеж. Он полагает, что из гимназии Чуковский был исключён, скорее всего, в связи с неуспеваемостью или неудовлетворительным поведением, а после Октябрьской революции он в конъюнктурных целях объяснял своё отчисление действием данного циркуляра.